# Hystoria de predicacione episcopi Brunonis

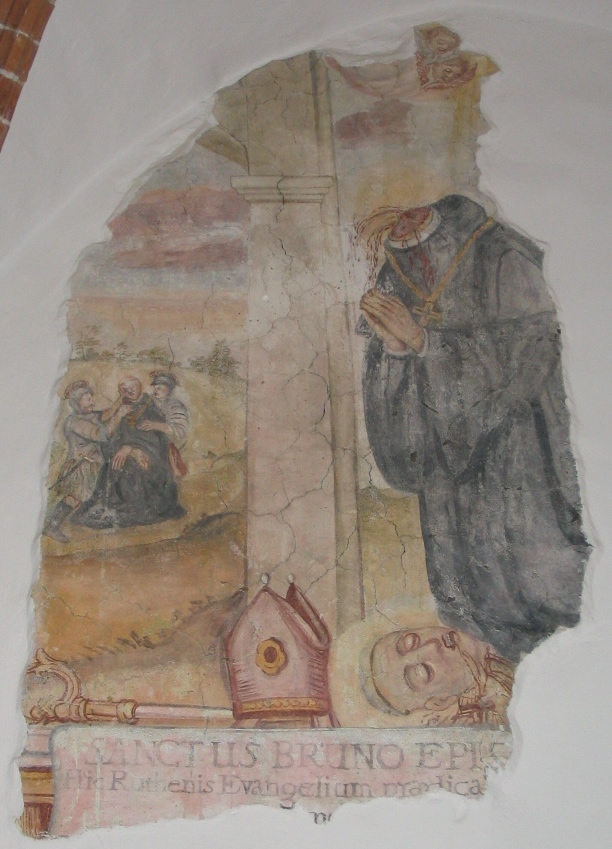
Fresk z opactwa Św. Krzyż przedstawiający śmierć Brunona z Kwerfurtu

Hystoria de predicacione episcopi Brunonis (Historia misji biskupa Brunona) – średniowieczny utwór w języku łacińskim z początku XI w. opisujący misję i męczeńską śmierć Brunona z Kwerfurtu.
Według samego tekstu jego autorem jest mnich Wipert (Vuipertus, Uuibertus), towarzyszący Brunonowi w misji do Prus, który był jedynym ocalałym uczestnikiem wyprawy, aczkolwiek został oślepiony. Wiarygodność przekazu Wiperta, a nawet sam fakt jego istnienia, były podawane w wątpliwość, jednak współcześnie wątpliwości te zostały złagodzone. Tekst uznawano m.in. za sfałszowany żebraczy list rzekomego towarzysza Brunona, który w ten sposób próbował uzyskać wsparcie (Wilhelm Giesebrecht, Wilhelm Wattenbach). Zdaniem innych badaczy (Heinrich Gisbert Voig, Stanisław Zakrzewski, Walerian Meysztowicz) relacja mogła być zniekształcona i pisana w celu uzyskania wsparcia, co jednak nie wyklucza częściowej wiarygodności faktów.
Tekst nie zawiera żadnych nazw miejscowych (poza nazwą krainy Pruscia), w związku z czym miejsce misji i śmierci jest przedmiotem wielu hipotez. W Hystorii wymieniony jest władca Prusów o imieniu Nethimer. Pochodzenie tego imienia nie jest jasne – dopatrywano się nim języka słowiańskiego, bałtyjskiego (pruskiego lub litewskiego), a nawet hybrydy prusko-skandynawskiej. Z imienia wymienionych jest też pięciu duchownych towarzyszących Brunonowi: Wipertus, Tiemicus, Aicus, Hezichus, Apichus.
Tekst relacji znajduje się w Bayerische Staatsbibliothek, w kodeksie opatrzonym sygnaturą Clm 18897, pochodzącym z biblioteki klasztoru benedyktynów w Tegernsee. Hystoria umieszczona jest w jednej składce z anonimową Pasją z Tegernsee, opisującą męczeństwo św. Wojciecha. Zapisana została jednak inną ręką. Oryginalny tytuł relacji, jeśli istniał, nie jest znany – tytuł Hystoria de predicacione episcopi Brunonis dopisany został pismem piętnastowiecznym.
Po raz pierwszy tekst został wydany drukiem w 1841, w tomie 4 serii Monumenta Germaniae Historica. W Polsce pierwsza edycja tego tekstu ukazała się w 1864, w tomie 1 serii Monumenta Poloniae Historica pod redakcją Augusta Bielowskiego.